# ケディーヴ (護衛空母)
|          |                                             |
| 艦歴     |                                             |
| 発注     |                                             |
| 起工     | 1942年12月30日                              |
| 進水     | 1943年1月30日                               |
| 就役     | 1943年8月25日                               |
| 退役     | 1946年7月19日                               |
| 除籍     |                                             |
| その後   | 1975年にスクラップとして売却                |
| 性能諸元 |                                             |
| 排水量   | 満載：16,620トン                            |
| 全長     | 495.66 ft (151.1 m)                         |
| 全幅     | 69.5 ft (21.2 m)                            |
| 吃水     | 26 ft (7.9 m)                               |
| 機関     |                                             |
| 最大速   | 18 ノット                                   |
| 航続距離 |                                             |
| 乗員     | 士官、兵員646名                             |
| 兵装     | 5インチ砲2門、連装40mm機銃8基、20mm機銃35基 |
| 搭載機   | 18-24                                       |

コルドヴァ (USS Cordova, AVG/ACV/CVE-39) は、アメリカ海軍の護衛空母。ボーグ級航空母艦の1隻。

## 艦歴
コルドヴァは海事委任契約の下ワシントン州タコマのシアトル・タコマ造船所で1942年12月30日に起工した。1943年1月30日にA・E・ミッチェル夫人によって進水し、1943年7月15日に CVE-39（護衛空母）に艦種変更される。コルドヴァは1943年8月25日にレンドリース法に基づきイギリス海軍に移管される。艦はケディーヴ (HMS Khedive, D62) と改名され、イギリス海軍で就役した。
ケディーヴは1946年1月26日にアメリカに返還され、1947年1月23日に民間に売却、Rempang と改名され、後に Daphne と改名される。その後1975年にスクラップとしてスペインで売却された。